# Grothusenkoog
Grothusenkoog település Németországban, Schleswig-Holstein tartományban. Lakosainak száma 26 fő (2023. december 31.).

## Népesség
A település népességének változása:
| Lakosok száma | 31   | 21   | 24   | 26   | 24   | 26   |
|               | 1975 | 2017 | 2019 | 2021 | 2022 | 2023 |